# Дике серце (фільм, 1968)
«Дике серце» (ісп. Corazón salvaje) — мексиканський мелодраматичний кінофільм 1968 року, створений режисером Тіто Давісоном за однойменним романом (1957) мексиканської письменниці Карідад Браво Адамс.

## Сюжет
Події розгортаються у XIX столітті на острові Пуерто-Рико. Контрабандист Хуан Диявол, позашлюбний син багатого землевласника, закохується у Айме, доньку покійного графа Альтаміри, і та стає його коханкою. Хуан не знає, що Айме заручена з його єдинокровним братом — дворянином Ренато д'Отремоном. Випадково дізнавшись про це у день вінчання, він вимагає від Айме погодитися на втечу з ним. Айме відмовляє йому. Яніна, дочка управителя, яка закохана у Ренато, дізнається про зраду його нареченої і повідомляє йому про це. Ренато вимагає пояснень від дружини, та все заперечує і говорить йому, що справжня коханка Хуана Диявола — її сестра Моніка, монастирська послушниця. Рятуючи родину від безчестя, Моніка, яка також закохана у Ренато, погоджується на фіктивний шлюб з Хуаном Дияволом…

## У ролях
| Актор                | Роль                    |
| -------------------- | ----------------------- |
| Хуліо Алеман         | Хуан Диявол             |
| Анхеліка Марія       | Моніка Молнар           |
| Тереза Веласкес      | Айме Молнар             |
| Мануель Хіль         | Ренато д'Отремон        |
| Беатріс Бас          | донья Софія             |
| Сара Гаух            | донья Каталіна          |
| Сандра Чавес         | Яніна                   |
| Мігель Масія         | дон Ноель               |
| Роберто Хотон        | Колібрі, юнга           |
| Хосе Бав'єра         | дон Томас               |
| Віктор Алькосер      | Баутіста                |
| Консуело Франк       | мати-абатиса            |
| Хуан Антоніо Едвардс | Хуан Диявол в дитинстві |
| Мануель Гарай        | лікар                   |

## Прокат в СРСР
За даними російського кінознавця Сергія Кудрявцева фільм «Дике серце» посідає 40-ве місце у списку лідерів радянського кінопрокату серед зарубіжних стрічок з позначкою 41,6 мільйони глядачів з тиражем 1010 копій.

## Інші версії
- 1956 — Дике серце (ісп. Corazón salvaje), мексиканський кінофільм режисера Хуана Хосе Ортеги, заснований на однойменній радіоновелі, що передувала виходу роману Карідад Браво Адамс наступного року. У головних ролях Марта Рот, Карлос Наварро та Крістіана Мартель.
- 1965 — Дике серце (ісп. Corazón salvaje), венесуельська теленовела виробництва каналу RCTV. У головних ролях Ева Морено, Оскар Мартінес та Доріс Веллс.
- 1966 — Хуан дель Дьябло (ісп. Juan del Diablo), пуероториканська теленовела виробництва Telemundo. У головних ролях Гледіс Родрігес, Брауліо Кастільйо та Мартіта Мартінес.
- 1966 — Дике серце (ісп. Corazón salvaje), мексиканська теленовела виробництва Telesistema Mexicano (пізніше Televisa). У головних ролях Хулісса, Енріке Лісальде та Жаклін Андере.
- 1977 — Дике серце (ісп. Corazón salvaje), мексиканська теленовела виробництва Televisa. У головних ролях Анхеліка Марія, Мартін Кортес та Сусана Досамантес.
- 1993 — Дике серце (ісп. Corazón salvaje), мексиканська теленовела виробництва Televisa. У головних ролях Едіт Гонсалес, Едуардо Паломо та Ана Кольчеро.
- 2009 — Дике серце (ісп. Corazón salvaje), мексиканська теленовела виробництва Televisa. У головних ролях Араселі Арамбула, Едуардо Яньєс, Енріке Роча та Елена Рохо. У новій адаптації сюжет роману «Дике серце» поєднано з сюжетом теленовели «Я купую цю жінку».